# Andrea Baldini
Pour les articles homonymes, voir Baldini.
Andrea Baldini, né le 19 décembre 1985 à Livourne, est un escrimeur italien, pratiquant le fleuret. Il appartient à l'Aeronautica militare.

## Biographie
Pour sa première participation aux Jeux, il atteint les demi-finales du tournoi individuel de fleuret à Londres et gagne l'épreuve par équipe. Il fut plusieurs fois médaillé aux championnats de France par équipe avec l'équipe de l'As Bourg-la-Reine (Blr92)

## Palmarès
- Jeux olympiques d'été de 2012 à Londres
  -  Médaille d'or par équipe
  - 4e en individuel

- Championnats du monde d'escrime
  -  Médaille d'or par équipe aux Championnats du monde d'escrime 2015 de Moscou
  -  Médaille de bronze par équipe aux championnats du monde 2014 de Kazan
  -  Médaille d'or par équipe aux Championnats du monde d'escrime 2013 de Budapest
  -  Médaille d'argent par équipe aux Championnats du monde d'escrime 2010 de Paris
  -  Médaille d'or aux Championnats du monde d'escrime 2009 d'Antalya
  -  Médaille d'or par équipe aux Championnats du monde d'escrime 2009 d'Antalya
  -  Médaille d'or par équipe aux Championnats du monde d'escrime 2008 de Pékin
  -  Médaille d'argent aux Championnats du monde d'escrime 2007 de Saint-Pétersbourg
  -  Médaille d'argent aux Championnats du monde d'escrime 2006 de Turin
  -  Médaille de bronze par équipe aux Championnats du monde d'escrime 2006 de Turin
  -  Médaille d'argent par équipe aux Championnats du monde d'escrime 2005 de Leipzig

- Championnats d'Europe d'escrime
  -  Médaille d'argent par équipe en 2016 de Toruń
  -  Médaille d'argent par équipe en 2014 de Strasbourg
  -  Médaille de bronze individuel aux championnats d'Europe 2013 de  Zagreb
  -  Médaille d'or par équipes aux championnats d'Europe 2012 de Legnano
  -  Médaille d'or par équipes aux championnats d'Europe 2011 de Sheffield
  -  Médaille de bronze individuel en 2011
  -  Médaille d'or individuel aux championnats d'Europe 2010 de Leipzig
  -  Médaille d'or par équipe en 2010
  -  Médaille d'or aux championnats d'Europe 2009 de Plovdiv
  -  Médaille d'or par équipe en 2009
  -  Médaille d'or individuel aux championnats d'Europe 2007 de Gand
  -  Médaille de bronze par équipe en 2007
  -  Médaille d'or aux championnats d'Europe 2005 de Zalaegerszeg
  -  Médaille de bronze par équipe en 2005
  -  Médaille de bronze par équipe en 2004

- Universiades
  -  Médaille d'or aux Universiades 2005 d'Izmir Fleuret individuel.
  -  Médaille d'or aux Universiades 2005 d'Izmir Fleuret par équipes.